# Dania Film
La Dania Film è una casa cinematografica italiana.

## Storia

### Gli inizi
Viene fondata nel 1970 dal produttore Luciano Martino, il quale, dopo alcuni titoli di successo, decise di lavorare autonomamente, ponendo fine alla collaborazione con Mino Loy. 
Inizialmente la sua produzione era improntata verso il genere thriller.

### I primi anni settanta e il successo
Il successo della casa arriva prevalentemente grazie alle commedie, come Patroclooo!... e il soldato Camillone, grande grosso e frescone, La signora gioca bene a scopa? e altri.
A ciò si aggiungono i film polizieschi, come Milano odia: la polizia non può sparare, Il giustiziere sfida la città e Il cinico, l'infame, il violento, che vedono la partecipazione di attori come Tomas Milian, Maurizio Merli e Luc Merenda.

### La commedia sexy
La Dania fu una delle più importanti case cinematografiche per la commedia sexy, genere del quale vanta una vasta produzione di film e fiction tv lanciando così attori come Lino Banfi, Edwige Fenech, Renzo Montagnani, Alberto Lionello, Aldo Maccione, Roberto Farnesi,Anna Valle, Patrizio Pelizzi, Ray Lovelock, Cinzia Monreale, Carlo Alighiero, Isabel Russinova, Marina Giulia Cavalli e molti altri, nonché registi come Michele Massimo Tarantini, Antonio Bonifacio, Mariano Laurenti e Nando Cicero.

### Gli anni ottanta e il cinema impegnato
Negli anni ottanta vennero prodotte diverse pellicole di notevole rilievo, come Una gita scolastica e Regalo di Natale, diretti da Pupi Avati, Gli occhiali d'oro di Giuliano Montaldo, Mignon è partita di Francesca Archibugi e molti altri.

### Gli anni duemila
In questi anni vengono prodotti film come Il mercante di Venezia con Al Pacino e Il regista di matrimoni di Marco Bellocchio.

## La distribuzione dei film
La Dania si è anche occupata della distribuzione di film quali Monster o La casa dei matti.

## Proprietà
Dopo la morte del fondatore Luciano Martino, la società viene gestita dalle sue figlie, Dania Martino (presidente) e Lea Martino.